# Kallanapalya, Tumkur
Kallanapalya là một làng thuộc tehsil Tumkur, huyện Tumkur, bang Karnataka, Ấn Độ.